# Vafþrúðnismál
I nordisk mytologi er Vafþrúðnismál (eller Vaftrudnersmål) det 3. digt  i den norrøne digtsamling Den ældre Edda og  er en samtale på vers mellem Odin og Frigg, der handler om Odins færd til jætten Vaftrudner for at få rede på, hvem af de to som er den klogeste. Digtet er blandt de 32 eddadigte i manuskriptet Codex Regius. Det regnes blandt kundskabsdigtene i Edda i modsætning til heltedigtene.